# Actia munroi
Actia munroi är en tvåvingeart som beskrevs av Charles Howard Curran 1927. Actia munroi ingår i släktet Actia och familjen parasitflugor. Inga underarter finns listade i Catalogue of Life.